# Unterseeboot 387
Le Unterseeboot 387 (ou U-387) est un sous-marin allemand (U-Boot) de type VII.C utilisé par la Kriegsmarine (marine de guerre allemande) pendant la Seconde Guerre mondiale.

## Construction
L'U-387 est un sous-marin océanique de type VII C. Construit dans les chantiers de Howaldtswerke AG à Kiel, la quille du U-387 est posée le 5 septembre 1941 et il est lancé le 19 août 1942. L'U-387 entre en service deux mois et demi plus tard.

## Historique
Mis en service le 24 novembre 1942, l'Unterseeboot 387 effectue son temps d'instruction initial sous les ordres de l'Oberleutnant zur See Rudolf Büchler à Kiel dans la 5. Unterseebootsflottille jusqu'au 30 juin 1943, puis l'U-387 intègre son unité de combat dans la 7. Unterseebootsflottille à la base sous-marine de Saint-Nazaire. 
Affecté à des missions dans les eaux du nord de l'Europe, l'U-387 quitte le port de Kiel sous les ordres de l'Oberleutnant zur See Rudolf Büchler le 22 juin 1943, pour rejoindre Narvik, puis Bergen, en Norvège.

Le 1er juillet 1943, l'Oberleutnant zur See Rudolf Büchler est promu au grade de Kapitänleutnant.
L'U-387 réalise sa première patrouille le 3 juillet 1943 et effectue dix patrouilles de guerre dans lesquelles il n'a ni endommagé, ni coulé de navire ennemi au cours de ses 277 jours en mer.
Le 19 juillet 1944, huit jours après le départ de Narvik dans sa septième patrouille, il est attaqué par un hydravion norvégien Short S.25 Sunderland venant de Sullom Voe des Shetland en Écosse du Squadron 330 piloté par Bredo Thurmann-Nielsen. Les dommages occasionnées par cette attaque oblige l'U-387 à abandonner sa mission et à retourner à Narvik, puis à Trondheim pour réparations .
Pour sa dixième patrouille, il appareille de Narvik le 21 novembre 1944. Après 19 jours en mer, l'U-387 est coulé le 9 décembre 1944 dans la mer de Barents près de Mourmansk en Russie à la position géographique de 69° 41′ N, 33° 12′ E par des charges de profondeur lancées de la corvette britannique HMS Bamborough Castle.
Les 51 membres d'équipage meurent dans cette attaque.

## Affectations successives
- 5. Unterseebootsflottille à Kiel du 24 novembre 1942 au 30 juin 1943 (entrainement)
- 7. Unterseebootsflottille à Saint-Nazaire du 1er juillet au 31 octobre 1943 (service actif)
- 13. Unterseebootsflottille à Trondheim du 1er novembre 1943 au 9 décembre 1944 (service actif)

## Commandement
- Oberleutnant zur See, puis Kapitänleutnant Rudolf Büchler du 24 novembre 1942 à 9 décembre 1944

## Patrouilles
|       | Commandant            | Départ            | Départ       | Arrivée          | Arrivée      | Jours     | Succès |
| ----- | --------------------- | ----------------- | ------------ | ---------------- | ------------ | --------- | ------ |
|       | Oblt. Rudolf Büchler  | 22 juin 1943      | Kiel         | 24 juin 1943     | Narvik       | 3 jours   |        |
|       | Oblt. Rudolf Büchler  | 27 juin 1943      | Narvik       | 30 juin 1943     | Bergen       | 4 jours   |        |
| 1     | Kptlt. Rudolf Büchler | 3 juillet 1943    | Bergen       | 21 aoüt 1943     | Narvik       | 50 jours  |        |
| 2     | Kptlt. Rudolf Büchler | 18 septembre 1943 | Narvik       | 4 octobre 1943   | Narvik       | 17 jours  |        |
| →     | Kptlt. Rudolf Büchler | 4 octobre 1943    | Narvik       | 6 octobre 1943   | Narvik       | 3 jours   |        |
| 3     | Kptlt. Rudolf Büchler | 22 octobre 1943   | Narvik       | 6 décembre 1943  | Hammerfest   | 46 jours  |        |
| →     | Kptlt. Rudolf Büchler | 7 décembre 1943   | Hammerfest   | 9 janvier 1944   | Narvik       | 30 jours  |        |
|       | Kptlt. Rudolf Büchler | 7 janvier 1944    | Narvik       | 9 janvier 1944   | Trondheim    | 3 jours   |        |
|       | Kptlt. Rudolf Büchler | 12 janvier 1944   | Trondheim    | 16 janvier 1944  | Bergen       | 5 jours   |        |
|       | Kptlt. Rudolf Büchler | 13 avril 1944     | Bergen       | 18 avril 1944    | Narvik       | 6 jours   |        |
| 4     | Kptlt. Rudolf Büchler | 20 avril 1944     | Narvik       | 5 mai 1944       | Narvik       | 16 jours  |        |
| 5     | Kptlt. Rudolf Büchler | 20 mai 1944       | Narvik       | 8 juin 1944      | Skjomenfjord | 20 jours  |        |
| 6     | Kptlt. Rudolf Büchler | 23 juin 1944      | Skjomenfjord | 24 juin 1944     | Narvik       | 2 jours   |        |
| 7     | Kptlt. Rudolf Büchler | 11 juillet 1944   | Narvik       | 21 juillet 1944  | Narvik       | 11 jours  |        |
|       | Kptlt. Rudolf Büchler | 25 juillet 1944   | Narvik       | 27 juillet 1944  | Trondheim    | 3 jours   |        |
| 8     | Kptlt. Rudolf Büchler | 28 septembre 1944 | Trondheim    | 3 octobre 1944   | Narvik       | 6 jours   |        |
| 9     | Kptlt. Rudolf Büchler | 9 octobre 1944    | Narvik       | 10 novembre 1944 | Narvik       | 33 jours  |        |
| 10    | Kptlt. Rudolf Büchler | 21 novembre 1944  | Narvik       | 9 décembre 1944  | Coulé        | 19 jours  |        |
| Total | Total                 | Total             | Total        | Total            | Total        | 253 jours |        |

Note : Oblt. = Oberleutnant zur See - Kptlt. = Kapitänleutnant

### Opérations Wolfpack
L'U-387 a opéré avec les Wolfpacks (meute de loups) durant sa carrière opérationnelle.
1. Monsun (4 octobre 1943 - 5 octobre 1943)
2. Eisenbart (23 octobre 1943 - 5 décembre 1943)
3. Eisenbart (7 décembre 1943 - 3 janvier 1944)
4. Donner & Keil (21 avril 1944 - 3 mai 1944)
5. Trutz (23 mai 1944 - 31 mai 1944)
6. Grimm (31 mai 1944 - 6 juin 1944)
7. Feuer (17 septembre 1944 - 17 septembre 1944)
8. Zorn (29 septembre 1944 - 1er octobre 1944)
9. Grimm ( 1er octobre 1944 - 2 octobre 1944)
10. Panther (17 octobre 1944 - 7 novembre 1944)
11. Stier (25 novembre 1944 - 9 décembre 1944)

## Navires coulés
L'Unterseeboot 387 n'a ni endommagé et ni coulé de navire ennemi au cours des dix patrouilles (253 jours en mer) qu'il effectua.

### Source et bibliographie
- (en) Cet article est partiellement ou en totalité issu de l’article de Wikipédia en anglais intitulé « German submarine U-387 » (voir la liste des auteurs).
- Chris Bishop, historien militaire (trad. de l'anglais par Christian Muguet), Les sous-marins de la Kriegsmarine : 1939-1945 : le guide d'identification des sous-marins [« The spellmount submarine identification guide : Kriegsmarine U-boats 1939-1945 »], Paris, Éd. de Lodi, 2008, 192 p. (ISBN 978-2-84690-327-1, OCLC 470721805, BNF 41298980)